# استوديوهات نكلوديون للرسوم المتحركة
استوديوهات نكلوديون للرسوم المتحركة (بالإنجليزية:Nickelodeon Animation Studio) هي استوديوهات التابعة للشركة الأمريكية الشهيرة لإنتاج الرسوم المتحركة نكلوديون الإستوديوهات أنطلقت في عام 1991م باسم غيمز ستوديوز وكان أول مسلسل رسوم متحركة ينتجه الاستوديو بعنوان داني المهضوم في شهر أغسطس 1991 وداني المهضوم برنامج رسوم متحركة مشترك بين نكلوديون وديزني وقد انشأ الاستوديو علاقات مع شركة دريم وركز للرسوم المتحركة حيث أطلق أول برنامج مشترك بين الاستوديو ودريم وركز للرسوم المتحركة في عام 2008 وهو " بطاريق مدغشقر" وتعرض الاستوديوهات على جميع قنوات نكلوديون مثل (نكلوديون الإنجليزية، نكلوديون الروسية، نكلوديون التركية، نكلوديون الفرنسية ونكلوديون الصينية ونكلوديون الأسبانية وعربيا ام بي سي 3). وأهم أعمال استوديوهات نكلوديون للرسوم المتحركة هو "سبونجبوب حيث حاز على الكثير من الشعبية بين الأطفال في العالم وسيتم تغيير اسم الاستوديو إلى استوديوهات نكلوديون "Nickelodeon Studio" في عام 2016

## مسلسلات أنتجتها استوديوهات نكلوديون للرسوم المتحركة
1. داني المهضوم
2. راجراتس
3. القنادس الغاضبة
4. بسبسبوبي
5. هيا ارنولد
6. سبونجبوب
7. الولدان السحريان
8. مغامرات دورا
9. أفاتار: أسطورة أنج
10. أسطورة كورا
11. داني الشبح
12. جيمي نيوترون: الفتى العبقري
13. جاك والعرض الموسيقي الكبير
14. روبوت ومونستر
15. الفرقة السرية لمحاربة الأشرار
16. نادي وينكس
17. دوريات المخلاب (2013)
18. دورا والأصدقاء
19. كوكب شين
20. مناقير هارفي
21. سينغي وكريغ
22. عاملا الخبز
23. روكيت باور
24. زم الفضائي
25. مزرعة المشاغبين
26. أولاد كبار
27. خربشات
28. المراهقة الآلية
29. حكايات جنجر
30. عالم الطباشير
31. بيغ, جوات, بانانا وكريكيت 18 يوليو 2015 - إلى الآن

## برامج مشتركة للاستوديوهات
1. بطاريق مدغشقر مع دريم وركز
2. كونغ فو باندا: أساطير الروعة مع دريم وركز
3. غزو الأرانب (مسلسل 2013) مع Ubisoft
4. الوحوش ضد الغرباء مع دريم وركز
5. روكيت مونكيز مع تيل تون

## روابط خارجية
- استوديوهات نكلوديون للرسوم المتحركة على موقع IMDb (الإنجليزية)